# Modelo cliente–servidor

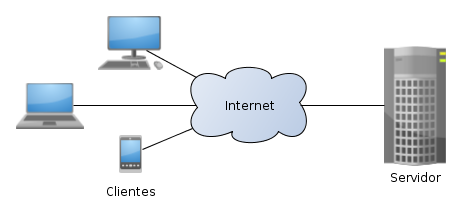
Um diagrama de rede de computadores (incluindo dispositivos móveis) de clientes comunicando com um servidor através da Internet. Tanto os clientes como o servidor são os nós (pontos de comunicação) na rede. A organização dos nós de uma rede designa-se por topologia de rede.

O modelo cliente-servidor (em inglês client/server model), em computação, é uma estrutura de aplicação distribuída que distribui as tarefas e cargas de trabalho entre os fornecedores de um recurso ou serviço, designados como servidores, e os requerentes dos serviços, designados como clientes.
Geralmente os clientes e servidores comunicam através de uma rede de computadores em computadores distintos, mas tanto o cliente quanto o servidor podem residir no mesmo computador.
Um servidor é um host que está executando um ou mais serviços ou programas que compartilham recursos com os clientes. Um cliente não compartilha qualquer de seus recursos, mas solicita um conteúdo ou função do servidor. Os clientes iniciam sessões de comunicação com os servidores que aguardam requisições de entrada.
O modelo cliente-servidor foi desenvolvido na Xerox PARC durante os anos 70. Este modelo é actualmente o predominante nas redes informáticas. Email, a World Wide Web e redes de impressão são exemplos comuns deste modelo.

## Descrição
A característica do modelo cliente-servidor, descreve a relação de programas numa aplicação. O componente de servidor fornece uma função ou serviço a um ou mais clientes, que iniciam os pedidos de serviço.
Funcionalidades como a troca de e-mail, acesso à internet ou acesso a um banco de dados, são construídos com base no modelo cliente-servidor. Por exemplo, um navegador web é um programa cliente, em execução no computador do usuário, que acede às informações armazenadas  num servidor web na internet. Usuários de serviços bancários, acedendo do seu computador, usam um cliente web para enviar uma solicitação para um servidor web num banco. Esse programa pode, por sua vez, encaminhar o pedido para o seu próprio programa de banco de dados do cliente que envia uma solicitação para um servidor de banco de dados noutro computador do banco para recuperar as informações da conta. O saldo é devolvido ao cliente de banco de dados do banco, que por sua vez, serve de volta ao cliente navegador exibindo os resultados para o usuário.
O modelo cliente-servidor, tornou-se uma das ideias centrais de computação de rede. Muitos aplicativos de negócios, escritos hoje, utilizam o modelo cliente-servidor. O termo também tem sido utilizado para distinguir a computação distribuída por computadores dispersos da "computação" monolítica centralizada em mainframe.
Cada instância de software do cliente pode enviar requisições a vários servidores. Por sua vez, os servidores podem aceitar esses pedidos, processá-los e retornar as informações solicitadas para o cliente. Embora este conceito possa ser aplicado por uma variedade de razões e para diversos tipos de aplicações, a arquitetura permanece fundamentalmente a mesma.

## Tipos ou Modelos de Client/Server
Após vários modelos estudados de cliente-servidor caracterizou-se chamar tecnicamente de arquitetura multicamada, inspirado nas camadas no Modelo OSI, o processo de dividir a arquitetura de cliente-servidor em várias camadas lógicas facilitando o processo de programação distribuída, existe desde o modelo mais simples de duas camadas, e o mais utilizado atualmente que é o modelo de três camadas que é paralelo ao modelo de arquitetura de software denominado MVC (Model-view-controller).

## Características do Cliente
- Inicia pedidos para servidores;
- Espera por respostas;
- Recebe respostas;
- Conecta-se a um pequeno número de servidores de uma só vez;
- Normalmente interage diretamente com os servidores através de  seu software aplicação especifico, que lhe possibilita a comunicação com o servidor;
- Utiliza recursos da rede.

## Características do Servidor
- Sempre espera por um pedido de um cliente;
- Atende os pedidos e, em seguida, responde aos clientes com os dados solicitados;
- Podem se conectar com outros servidores para atender uma solicitação específica do cliente; jamais podem se comunicar.
- Fornece recursos de rede.
- Normalmente interage diretamente com os usuários finais através de qualquer interface com o usuário;
- Estrutura o sistema.

## Vantagem
- Na maioria dos casos, a arquitetura cliente-servidor permite que os papéis e responsabilidades de um sistema de computação possam ser distribuídos entre vários computadores independentes que são conhecidos por si só através de uma rede. Isso cria uma vantagem adicional para essa arquitetura: maior facilidade de manutenção. Por exemplo, é possível substituir, reparar, atualizar ou mesmo realocar um servidor de seus clientes, enquanto continuam a ser a consciência e não afetado por essa mudança;
- Todos os dados são armazenados nos servidores, que geralmente possuem controles de segurança muito maiores do que a maioria dos clientes. Os servidores podem controlar melhor o acesso a recursos, para garantir que apenas os clientes com credenciais válidas possam aceder e alterar os dados;
- Como o armazenamento de dados é centralizado, as atualizações dos dados são muito mais fáceis de administrar em comparação com o paradigma P2P. Em uma arquitetura P2P, atualizações de dados podem precisar ser distribuídas e aplicadas a cada nó na rede, o que consome tempo e é passível de erro, já que pode haver milhares ou mesmo milhões de nós;
- Muitas tecnologias avançadas de cliente-servidor estão disponíveis e foram projetadas para garantir a segurança, facilidade de interface do usuário e facilidade de uso;
- Funciona com vários clientes diferentes de capacidades diferentes.

## Desvantagens
- Clientes podem solicitar serviços, mas não podem oferecê-los para outros clientes, sobrecarregando o servidor, pois quanto mais clientes, mais informações que irão demandar mais banda.
- Um servidor poderá ficar sobrecarregado caso receba mais solicitações simultâneas dos clientes do que pode suportar;
- Este modelo não possui a robustez de uma rede baseada em P2P. Na arquitetura cliente-servidor, se um servidor crítico falha, os pedidos dos clientes não poderão ser cumpridos. Já nas redes P2P, os recursos são normalmente distribuídos entre vários nós. Mesmo se uma ou mais máquinas falharem no momento de download de um arquivo, por exemplo, as demais ainda terão os dados necessários para completar a referida operação.

## Protocolos de transporte e aplicações de rede
Os protocolos do nível de transporte fornecem serviços que garantem uma transferência confiável de dados e aplicativos entre computadores (ou outros equipamentos) remotos. Os programas na camada de aplicação usam os protocolos de transporte para contactar outras aplicações. Para isso, a aplicação interage com o software do protocolo antes de ser feito o contacto. A aplicação que aguarda a conexão informa ao software do protocolo local que está pronta a aceitar mensagem. A aplicação que estabelece a conexão usa os protocolos de transporte e rede para contactar o sistema que aguarda. As mensagens entre as duas aplicações são trocadas através da conexão resultante.
Existem duas formas para que se estabeleça uma ligação cliente-servidor: enquanto uma delas é orientada à conexão, a outra não é. O TCP, por exemplo, é um protocolo de transporte orientado à conexão em que o cliente estabelece uma conexão com o servidor e ambos trocam múltiplas mensagens de tamanhos variados, sendo a aplicação do cliente quem termina a sessão. Já o protocolo UDP não é orientado à conexão, nele o cliente constrói uma mensagem e a envia num pacote UDP para o servidor, que responde porém, sem garantia de entrega em uma conexão permanente com o cliente.